# Buti Joseph Tlhagale
Buti Joseph Tlhagale OMI (* 26. Dezember 1947 in Randfontein, Transvaal) ist ein südafrikanischer Ordensgeistlicher und emeritierter Erzbischof von Johannesburg.

## Leben
Buti Joseph Tlhagale trat der Ordensgemeinschaft der Hünfelder Oblaten bei und legte die Profess 1967 ab. Der Erzbischof von Bloemfontein, Peter Fanyana John Butelezi OMI, weihte ihn am 29. August 1976 zum Priester.
Papst Johannes Paul II. ernannte ihn am 2. Januar 1999 zum Erzbischof von Bloemfontein. Die Bischofsweihe spendete ihm der emeritierte Erzbischof von Durban, Denis Eugene Hurley OMI, am 10. April desselben Jahres; Mitkonsekratoren waren Louis Ncamiso Ndlovu OSM, Bischof von Manzini, und Reginald Joseph Orsmond, Bischof von Johannesburg.
Am 8. April 2003 wurde er zum Erzbischof ad personam von Johannesburg ernannt und am 29. Juni desselben Jahres in das Amt eingeführt. Mit der Erhebung der Diözese zum Erzbistum am 5. Juni 2007 wurde er zum Erzbischof von Johannesburg ernannt.
Papst Franziskus ernannte ihn am 26. April 2013 zudem zum Apostolischen Administrator des Bistums Klerksdorp.
Am 28. Oktober 2024 nahm Papst Franziskus das altersbedingte Rücktrittsgesuch von Buti Joseph Tlhagale an.